# Coffea augagneurii
Coffea augagneurii är en måreväxtart som beskrevs av Marcel Marie Maurice Dubard. Coffea augagneurii ingår i släktet Coffea och familjen måreväxter. Inga underarter finns listade i Catalogue of Life.